# Caridina cucphuongensis
Caridina cucphuongensis is een garnalensoort uit de familie van de Atyidae. De wetenschappelijke naam van de soort is voor het eerst geldig gepubliceerd in 1980 door Ðang.